# Зоолошки врт Бандунг
Зоолошки врт Бандунг (инд. Kebun Binatang Bandung) налази се у Бандунгу у Западној Јави, у Индонезији. Један је од најпознатијих зоолошких вртова у југоисточној Азији и знаменитост Бандунга. Отворен је 1933. године; простире се на 14 хектара. У њему се налази 1600 јединки од 218 врста животиња.